# Clypeaster japonicus
Clypeaster japonicus is een zee-egel uit de familie Clypeasteridae.
De wetenschappelijke naam van de soort werd in 1885 gepubliceerd door Ludwig Döderlein.